# Мадонна Оньиссанти
«Мадонна Оньиссанти» (также известная как «Маэста» или «Мадонна на троне со святыми») (итал. Maestà di Ognissanti) — алтарная картина живописца итальянского проторенессанса Джотто ди Бондоне (1266—1337). Создана в период между 1306—1310 годами и предназначалась для главного алтаря церкви Оньиссанти (Всех Святых) во Флоренции. Хранится в коллекции Галереи Уффици во Флоренции.

## История
«Мадонна Оньиссанти», которая является одной из главных работ Джотто ди Бондоне, была написана между 1306—1310 годами для главного алтаря флорентийской церкви Оньиссанти (Всех Святых), монастырской церкви ордена монахов-гумилиатов. Орден гумилиатов занимался переработкой и продажей шерсти для благотворительных целей. Простота хитона Богоматери из неокрашенной ткани, вероятно, намекает на это обстоятельство заказа. Композиция относится к конографическому типу Маэста́ (итал. maestà — величание, возвеличивание) — изображения Богоматери с Младенцем в окружении славящих Её ангелов. Соответствует византийскому и древнерусскому типу «Величание Богоматери», или «Прославление Богоматери». Близко иконографии «Царица Небесная» или «Магнификат».
Вероятно, алтарный образ первоначально находился на правом алтаре леттнера (алтарной преграды, отделяющей хор от нефа и нартекса, что подтверждается «перспективой» трона, который рассчитан на восприятие зрителя, стоящего вблизи леттнера, немного слева.
После того как церковь и конвент в конце XVI века были переданы францисканцам, икона Джотто находилась, вероятно, в одном из соседних помещений до конца XVII века, пока Наполеон декретом 1810 года не распустил флорентийские монастыри, и тогда она оказалась в Академии.

## Описание
Украшения трона Богоматери напоминают разноцветный мрамор, который использовался для украшения церквей того периода, а лестницы позволяют зрителю приблизиться к ней, напоминая о ее роли защитницы. Святые и ангелы размещены симметрично справа и слева от Богоматери. Их взгляд устремлен на младенца Иисуса. Атмосферу благоговения подчеркивают изображенные на переднем плане два ангела на коленях, держащие вазы с лилиями и красными цветами. Белый цвет ассоциируется с чистотой и рождением Богородицы, а красный цвет — со смертью Иисуса Христа на кресте. Лишь одна Богоматерь смотрит на зрителя. Ее сидячая фигура вполне объемная и весомая.
Частично обновленная во время последней реставрации ювелирная трактовка цвета в совокупности с декоративными особенностями подкрепляют давно отмеченное родство этой иконы с фресками Джотто для капеллы дель Арена в Падуе, выполненных в 1303—1305 годах. И хотя Богоматерь с младенцем следует византийскому иконографическому типу Одигитрия, своей реалистично переданной телесностью она выглядит иначе в панораме итальянской живописи начала XIV века. Это касается и натуралистически изображенных дырок от сучков деревянного помоста, на который Богоматерь поставила ноги, оберегая от холода мраморного пола; то же самое касается и окаменелых ракушек, которыми устлана земля под ангелами на коленях, которые должны, вероятно, напоминать розовую гальку Вероны.
Внутреннее величие форм, мощные пропорции фигур, сдержанная выразительность поз и жестов, которые отличают, в частности, фигуры ангелов у подножия трона Богоматери, которой они скромно, но с достоинством протягивают цветы, ясность пространственного решения, взвешенное равновесие между перспективными и плоскостными эффектами — лучшие композиции капеллы дель Арена переведены здесь на язык станковой живописи. Если раньше священные события изображались отстраненными от всего земного художественным языком, то Джотто показывает их в торжественно возвышенной, однако четко представленной реально осязаемой действительности. Особенно наглядно это заметно в сравнении с созданной между 1280—1290 годах «Маэста» Чимабуэ, монументальной иконой из церкви Святой Троицы во Флоренции, которая, как и икона Джотто, теперь хранится в Уффици (обе находятся в одном зале — № 2 «XIII в. и Джотто»).

## Ссылка
- На Викискладе есть медиафайлы по теме Мадонна Оньиссанти